# Ibn as-Saffar
Abu-l-Qàssim Àhmad ibn Abd-Al·lah ibn Úmar al-Ghafiqí al-Andalussí, més conegut pel sobrenom d'Ibn as-Saffar —literalment «el Fill del Calderer», també transcrit Ben Assafar; en àrab ابن الصفار, Ibn aṣ-Ṣaffār— (Còrdova, ? - Dénia, 1035) va ser un científic andalusí del segle xi.

## Vida
Va estudiar a Còrdova sota la tutela de Màslama al-Majrití. En data incerta, però coincidint amb la guerra civil (fitna) que va precedir la caiguda del califat (1008-1013), es va traslladar a Dénia, juntament amb el seu germà Muhàmmad, un reconegut constructor d'astrolabis. A Dénia, va ser protegit de l'emir Mujàhid. Va morir en aquesta ciutat el 1035.
Va ser el constructor del més antic rellotge de sol islàmic que es conserva a la península, conservat al Museu Arqueològic i Etnològic de Còrdova.

## Obra
L'únic tractat seu del qual es conserven manuscrits és el Kitab al-amal bi-l-asturlab (Descripció i ús de l'astrolabi), que va tenir força influència al l'edat mitjana gràcies a la traducció que en va fer al llatí Plató de Tívoli, a Barcelona, a començaments del segle xii. Es tracta d'un text clàssic de l'escola de Màslama i molt semblant a un tractat de les mateixes característiques del mateix Màslama, però és de gran claredat i molt didàctic. Tracta extensament els temes de trigonometria i ensenya l'ús de l'instrument per a mesurar distàncies, angles i superfícies. En el llibre, se cita la Geografia de Ptolemeu, cosa que és una indicació del nivell de coneixement de la cultura científica grega.
També se cita com a obra seva un Compendi de taules astronòmiques segons el mètode del Sindhind, del qual no es coneix més que el títol, però que seria probablement fruit dels treballs astronòmics fets a Còrdova, sota la direcció de Màslama, actualitzant les taules astronòmiques de Muhàmmad ibn Mussa al-Khwarazmí.